# ILogos
iLogos Game Studios — міжнародна компанія із розробки комп'ютерних ігор та технологічних рішень для ігор. Серед створених ігор в iLogos — такі як Shadow Fight і Shadow Fight 2, аркада Vector, сітібілдер «Мегаполис». Брала участь у створенні понад 400 ігор.

## Історія
Компанія була заснована 2006 року в Луганську, згодом було відкрито офіси в Харкові, Кривому Розі, Дніпрі, Львові, Миколаєві та німецькому Гамбурзі. 2015 року відкрилась одеська філія.
iLogos займається аутсорсинговою розробкою ігор для Electronic Arts, Wargaming.net, Disney, Nekki, Social Quantum та інших. За словами даними компанії, iLogos реалізувала понад 400 ігрових проектів, включаючи «Мегаполис», Vector, «Территорию фермеров», World of Tanks: Reporting, Puzzle Wars та інші.
2012 року співзасновником, генеральним директором і CEO компанії iLogos Europe (згодом Co-Founder and Chairman iLogos) став Олександр Голдибін.
2014 року, із початком АТО, керівництво запропонувало співробітникам переїхати в інші офіси компанії. Офіс розробки було перенесено до Києва, штаб-квартира знаходиться в Гамбурзі.